# الخطبة الشقشقية
الخطبة الشِقْشِقیِّة، هي الخطبة الثالثة لعلي بن أبي طالب المذكورة في نهج البلاغة وتعد أكثر الخطب المنقولة عنه شهرة، موضوع الخطبة يدور حول الخلافة وحادثة السقيفة.

## نص الخطبة
أَمَا وَاللَّهِ لَقَدْ تَقَمَّصَهَا اِبْنُ أَبِي قُحَافَةَ وَإِنَّهُ لَيَعْلَمُ أَنَّ مَحَلِّي مِنْهَا مَحَلُّ الْقُطْبِ مِنَ الرَّحَى يَنْحَدِرُ عَنِّي السَّيْلُ وَلَا يَرْقَى إِلَيَّ الطَّيْرُ فَسَدَلْتُ دُونَهَا ثَوْبًا وَطَوَيْتُ عَنْهَا كَشْحًا وَطَفِقْتُ أَرْتَئِي بَيْنَ أَنْ أَصُولَ بِيَدٍ جَذَّاءَ أَوْ أَصْبِرَ عَلَى طَخْيَةٍ عَمْيَاءَ يَهْرَمُ فِيهَا الْكَبِيرُ وَيَشِيبُ فِيهَا الصَّغِيرُ وَيَكْدَحُ فِيهَا مُؤْمِنٌ حَتَّى يَلْقَى رَبَّهُ.
فَرَأَيْتُ أَنَّ الصَّبْرَ عَلَى هَاتَا أَحْجَى فَصَبَرْتُ وَفِي الْعَيْنِ قَذًى وَفِي الْحَلْقِ شَجًا أَرَى تُرَاثِي نَهْبًا حَتَّى مَضَى الْأَوَّلُ لِسَبِيلِهِ فَأَدْلَى بِهَا إِلَى فُلَانٍ بَعْدَهُ - ثُمَّ تَمَثَّلَ بِقَوْلِ الْأَعْشَى -:

| شَتَّانَ مَا يَوْمِي عَلَى كُورِهَا |  | وَيَوْمُ حَيَّانَ أَخِي جَابِرِ |

فَيَا عَجَبًا بَيْنَا هُوَ يَسْتَقِيلُهَا فِي حَيَاتِهِ إِذْ عَقَدَهَا لِآخَرَ بَعْدَ وَفَاتِهِ لَشَدَّ مَا تَشَطَّرَا ضَرْعَيْهَا فَصَيَّرَهَا فِي حَوْزَةٍ خَشْنَاءَ يَغْلُظُ كَلْمُهَا وَيَخْشُنُ مَسُّهَا وَيَكْثُرُ الْعِثَارُ فِيهَا وَالِاعْتِذَارُ مِنْهَا فَصَاحِبُهَا كَرَاكِبِ الصَّعْبَةِ إِنْ أَشْنَقَ لَهَا خَرَمَ وَإِنْ أَسْلَسَ لَهَا تَقَحَّمَ فَمُنِيَ النَّاسُ لَعَمْرُ اللَّهِ بِخَبْطٍ وَشِمَاسٍ وَتَلَوُّنٍ وَاعْتِرَاضٍ فَصَبَرْتُ عَلَى طُولِ الْمُدَّةِ وَشِدَّةِ الْمِحْنَةِ حَتَّى إِذَا مَضَى لِسَبِيلِهِ جَعَلَهَا فِي جَمَاعَةٍ زَعَمَ أَنِّي أَحَدُهُمْ فَيَا لَلَّهِ وَلِلشُّورَى مَتَى اعْتَرَضَ الرَّيْبُ فِيَّ مَعَ الْأَوَّلِ مِنْهُمْ حَتَّى صِرْتُ أُقْرَنُ إِلَى هَذِهِ النَّظَائِرِ لَكِنِّي أَسْفَفْتُ إِذْ أَسَفُّوا وَطِرْتُ إِذْ طَارُوا فَصَغَا رَجُلٌ مِنْهُمْ لِضِغْنِهِ وَمَالَ الْآخَرُ لِصِهْرِهِ مَعَ هَنٍ وَهَنٍ إِلَى أَنْ قَامَ ثَالِثُ الْقَوْمِ نَافِجًا حِضْنَيْهِ بَيْنَ نَثِيلِهِ وَمُعْتَلَفِهِ وَقَامَ مَعَهُ بَنُو أَبِيهِ يَخْضَمُونَ مَالَ اللَّهِ خِضْمَةَ الْإِبِلِ نِبْتَةَ الرَّبِيعِ إِلَى أَنِ انْتَكَثَ عَلَيْهِ فَتْلُهُ وَأَجْهَزَ عَلَيْهِ عَمَلُهُ وَكَبَتْ بِهِ بِطْنَتُهُ.
فَمَا رَاعَنِي إِلَّا وَالنَّاسُ كَعُرْفِ الضَّبُعِ إِلَيَّ يَنْثَالُونَ عَلَيَّ مِنْ كُلِّ جَانِبٍ حَتَّى لَقَدْ وُطِئَ الْحَسَنَانِ وَشُقَّ عِطْفَأيَ مُجْتَمِعِينَ حَوْلِي كَرَبِيضَةِ الْغَنَمِ فَلَمَّا نَهَضْتُ بِالْأَمْرِ نَكَثَتْ طَائِفَةٌ وَمَرَقَتْ أُخْرَى وَقَسَطَ آخَرُونَ كَأَنَّهُمْ لَمْ يَسْمَعُوا اللَّهَ سُبْحَانَهُ يَقُولُ تِلْكَ الدَّارُ الْآخِرَةُ نَجْعَلُها لِلَّذِينَ لا يُرِيدُونَ عُلُوًّا فِي الْأَرْضِ وَلا فَسادًا وَالْعاقِبَةُ لِلْمُتَّقِينَ بَلَى وَاللَّهِ لَقَدْ سَمِعُوهَا وَوَعَوْهَا وَلَكِنَّهُمْ حَلِيَتِ الدُّنْيَا فِي أَعْيُنِهِمْ وَرَاقَهُمْ زِبْرِجُهَا أَمَا وَالَّذِي فَلَقَ الْحَبَّةَ وَبَرَأَ النَّسَمَةَ لَوْ لَا حُضُورُ الْحَاضِرِ وَقِيَامُ الْحُجَّةِ بِوُجُودِ النَّاصِرِ وَمَا أَخَذَ اللَّهُ عَلَى الْعُلَمَاءِ أَلَّا يُقَارُّوا عَلَى كِظَّةِ ظَالِمٍ وَلَا سَغَبِ مَظْلُومٍ لَأَلْقَيْتُ حَبْلَهَا عَلَى غَارِبِهَا وَلَسَقَيْتُ آخِرَهَا بِكَأْسِ أَوَّلِهَا وَلَأَلْفَيْتُمْ دُنْيَاكُمْ هَذِهِ أَزْهَدَ عِنْدِي مِنْ عفطة عنزٍ.
قَالُوا وَقَامَ إِلَيْهِ رَجُلٌ مِنْ أَهْلِ السَّوَادِ عِنْدَ بُلُوغِهِ إِلَى هَذَا الْمَوْضِعِ مِنْ خُطْبَتِهِ فَنَأوَلَهُ كِتَابًا قِيلَ إِنَّ فِيهِ مَسَائِلَ كَانَ يُرِيدُ الْاِجَابَةَ عَنْهَا فَأَقْبَلَ يَنْظُرُ فِيهِ [فَلَمَّا فَرَغَ مِنْ قِرَاءَتِهِ] قَالَ لَهُ ابْنُ عَبَّاسٍ: يَا أَمِيرَ الْمُؤْمِنِينَ لَوِ اطَّرَدَتْ خُطْبَتُكَ مِنْ حَيْثُ أَفْضَيْتَ.
فَقَالَ: هَيْهَاتَ يَا ابْنَ عَبَّاسٍ تِلْكَ شِقْشِقَةٌ هَدَرَتْ ثُمَّ قَرَّتْ.
قَالَ ابْنُ عَبَّاسٍ: فَوَاللَّهِ مَا أَسَفْتُ عَلَى كَلَامٍ قَطُّ كَأَسَفِي عَلَى هَذَا الْكَلَامِ أَلَّا يَكُونَ أَمِيرُ الْمُؤْمِنِينَ (عليه السلام) بَلَغَ مِنْهُ حَيْثُ اَرَادَ 

## العناصر التي تشتمل عليها الخطبة الشقشقية
- الشكوى من أمر الخلافة
- ثم ترجيح صبره عنها
- ثم مبايعة الناس له

## الزمان والمكان
الزمان يستدل من القرائن المذكورة في الخطبة ذاتها أنها ألقيت في نهاية سنة 38 أو بداية سنة 39 للهجرة، حيث ذكر الناكثين والقاسطين والمارقين فيها.
المكان وحسب رأي الشيخ المفيد  وقطب الدين الراوندي  أن مكان إلقاء الخطبة كان في مسجد الكوفة «الرحبة» وهو المكان الذي كان يعتاد علي بن أبي طالب الجلوس فيه ليقضي بين الناس أو يرشدهم.

## شروح الخطبة الشقشقية
- (شرح الخطبة الشقشقية) لأبي المعالي بن محمد إبراهيم الكلباسي، المتوفي سنة 1315 ه‍.
- (تفسير الخطبة الشقشقية) للشريف المرتضى، المتوفي سنة 436 ه‍.[5]
- (شرح الخطبة الشقشقية)محمد رضا الحكيمي.[6]